# Sort lemur
Den sorte lemur (Eulemur macaco) er en halvabe i familien af ægte lemurer. Den findes på den nordlige del af øen Madagaskar. Kropslængden er 30-45 cm med en busket hale på 40-60 cm. Hannen har sort pels, mens hunnen er rødbrun til grå i farven. De har begge en pelskrave omkring hovedet. Den sorte lemur lever i trækronerne i tropisk stedsegrøn skov i grupper på 5-15 medlemmer, der ledes af en gammel, erfaren hun. Til forskel fra de fleste andre lemurarter er den sorte lemur også aktiv om natten.